# Distacco intempestivo di placenta
Il distacco intempestivo di placenta (DIPNI: distacco intempestivo di placenta normalmente impiantata) o abruptio placentae è una complicanza della gravidanza causata dal distacco parziale o completo della placenta dall'utero prima dell'espletamento del parto.
Tale evento è considerato una emergenza medica in quanto può condurre ad emorragia materna massiva e a diversi gradi di sofferenza fetale.
Normalmente la placenta viene espulsa durante il secondamento, periodo del parto che segue, solitamente dopo 10-15 minuti, l'espulsione del feto. La condizione necessaria affinché il distacco venga definito intempestivo è che il parto non sia stato ancora espletato; il distacco intempestivo può avvenire sia poco prima del travaglio di parto (in questo caso viene definito come distacco prematuro) o durante il travaglio (definito distacco precoce).

## Epidemiologia
Il distacco di placenta si verifica in circa 0,5-1 casi ogni 200 gravidanze. Nella maggioranza dei casi si verifica un distacco parziale. Si presenta più spesso alla XXV settimana di gravidanza.

## Eziologia e patogenesi
Esistono numerosi fattori e/o condizioni predisponenti al distacco intempestivo di placenta anche se talora non è possibile riconoscere una causa scatenante. Tra i fattori e le condizioni di rischio predisponenti si riconoscono:
- Pre-eclampsia[4]
- Diabete gestazionale[5]
- Anemia[5]
- Ipertensione arteriosa gravidica o pre-gravidica[6]
- Fumo di sigaretta durante la gravidanza[7]
- Brevità del funicolo ombelicale per trazione reiterata sulla placenta durante i movimenti fetali
- Inserzione velamentosa del funicolo ombelicale[5]
- Rottura delle membrane con travaglio maggiore di 24 ore[6]
- Trombofilia[4]
- Multiparietà[4]
- Gravidanze multiple[4]
- Parto pretermine[5]
- Leiomiomi uterini retro-placentari
- Età materna inferiore a 20 anni o superiore a 35 anni
- Precedenti gravidanze complicate da distacco placentare[6]
- Traumi materni
- Infezioni materne
- Pregresso taglio cesareo[4][8]
- Abuso di cocaina[9][10]

Tali patologie materne o del complesso funicolo-placentare si traducono in alterazioni macroscopiche o microscopiche della placenta, in particolare dei villi ancoranti, con possibile distacco del disco corionico/trofoblastico dalla decidua basale. A tale evento consegue lo stravaso emorragico nello spazio in cui la decidua si è separata dai villi coriali, con formazione di un ematoma retro placentare che perpetua e peggiora lo scollamento. Lo stravaso emorragico può rimanere confinato allo spazio retro placentare provocando ipoperfusione fetale e/o debordare verso il segmento uterino inferiore, scollando parzialmente o totalmente la placenta fino a provocare una grave metrorragia. In caso di placenta previa, il distacco di placenta provoca invariabilmente metrorragia.

## Profilo clinico
Il distacco intempestivo di placenta è, nelle prime fasi, asintomatico e talora, in casi lievi e limitati a piccole porzioni placentari, auto-risolutivo con il riposo. Nei casi in cui il distacco progredisca, la donna gravida può riferire sintomatologia algica sfumata diffusa a tutto l'addome o localizzata a livello dell'utero, con dolore ipogastrico o contrazioni continue; in presenza di tale sintomatologia, perdite vaginali ematiche devono far sempre sospettare un distacco di placenta. Se non trattato tempestivamente, il distacco di placenta può provocare anemizzazione, apoplessia utero-placentare, shock emorragico, sofferenza fetale, morte fetale, morte materna.

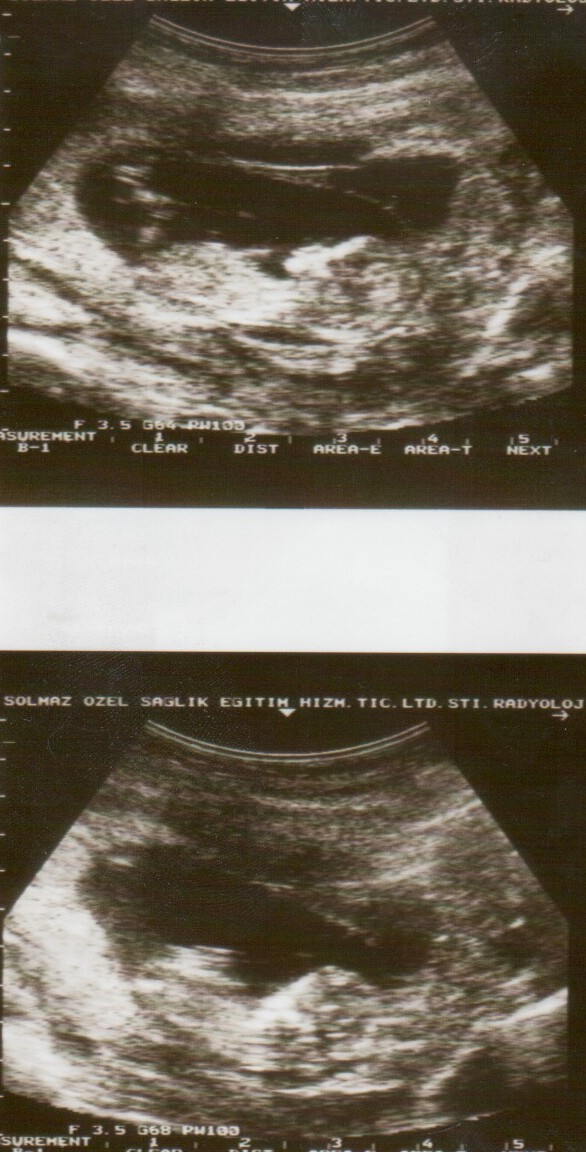
Immagine ecografica che dimostra la presenza di un distacco intempestivo di placenta.

## Diagnosi
Nel sospetto di distacco placentare, gli esami di primo livello sono:
- Emocromo per valutare l'entità del sanguinamento e quadro emostatico (fibrinogeno, PT e PTT) per valutare l'eventuale consumo dei fattori della coagulazione
- Visita ostetrica per valutare rapidamente l'entità di un sanguinamento riferito
- Ecografia. Quest'ultima metodica tuttavia può non essere sufficiente nei casi in cui l'emorragia sia modesta o, in particolare nei casi di placenta posteriore, sia mascherata dal volume fetale. In questi casi, in presenza obiettivabile di sanguinamento e/o di tracciato cardiotocografico non rassicurante, può rendersi necessario l'esecuzione di un taglio cesareo di urgenza. La diagnosi certa può essere posta solo in seguito alla valutazione intra-operatoria o in evidenza ecografica di emorragia organizzata retro-placentare.[11]
- Cardiotocografia per la valutazione benessere fetale

Nei casi dubbi, è possibile eseguire una risonanza magnetica, considerando tuttavia la necessità di un intervento tempestivo. Si tratta di una metodica altamente sensibile nel distacco di placenta.

### Classificazione
Sulla base della presentazione clinica, si distinguono 4 classi di distacco di placenta
- Classe 0: asintomatico. La diagnosi è posta ecograficamente durante un controllo ultrasonografico. Si può visualizzare un coagulo retroplacentare organizzato o un'area placentare depressa.
- Classe 1: lieve. Caratterizzato da: 
  - Assente sanguinamento uterino o tracce
  - Utero lievemente dolente
  - Pressione arteriosa e frequenza cardiaca materna nella norma
  - Assenza di coagulopatia materna
  - Tracciato cardiotocografico reattivo
- Classe 2: moderato. Caratterizzato da: 
  - Assente o modesto sanguinamento uterino
  - Utero dolente con possibili contrazioni parossistiche continue
  - Tachicardia materna e/o ipotensione ortostatica
  - Tracciato cardiotocografico non rassicurante
  - Ipofibrinogenemia
- Classe 3: grave. Caratterizzato da: 
  - Sanguinamento uterino da assente a massivo
  - Contrazioni uterine parossistiche, continue e dolorose
  - Shock emorragico materno
  - Ipofibrinogenemia
  - Coagulopatia
  - Sofferenza o morte fetale

## Prevenzione e trattamento

### Prevenzione
Al fine di diminuire il rischio di distacco di placenta, tutte le donne dovrebbero essere spronate ad evitare il fumo di tabacco, il consumo di droghe e le attività fisiche a rischio. Risulta inoltre fondamentale correggere un eventuale diabete gestazionale, una pre-eclampsia o l'ipertensione gravidica. Monitoraggi ecografici seriati nelle donne gravide a rischio possono essere utili per riconoscere distacchi di placenta parziali e/o asintomatici.

### Gestione
Nei casi in cui si dimostri un distacco placentare pericoloso per madre o feto, la strategia terapeutica cambia in base all'epoca gestazionale. 
Tra la 37ª e la 42ª settimana di amenorrea, qualora le condizioni materne siano instabili o sia manifesta una sofferenza fetale, è necessario procedere con un taglio cesareo e con il supporto emodinamico.
In caso di emorragia che perduri dopo l'espletamento, può essere necessaria la somministrazione di metilergometrina , carbetocina e/o sulprostone o, nei casi di emorragia inarrestabile, si ricorre a manovre operative tipo la sutura di B-Lynch o la legatura arteriosa selettiva. Raramente, si rende necessaria l'isterectomia. 
Un distacco di placenta che insorga tra la 22ª e la 37ª settimana di amenorrea richiede invece una maggiore cautela a causa del possibile sviluppo di malattia da membrane ialine polmonari nel neonato; in questi casi è necessario monitorare il benessere fetale e materno continuamente, indurre preventivamente la maturità polmonare e, quando non possibile ritardare, procedere con un parto cesareo.
Per i piccoli distacchi di placenta può essere consigliato il riposo, mentre per le discontinuità più significative o quelle che si verificano a breve termine, si consiglia l'induzione del parto. Se tutto è stabile, può essere provato un parto vaginale, altrimenti è raccomandato un taglio cesareo. In quelle meno di 36 settimane di gravidanza, possono essere somministrati corticosteroidi per accelerare lo sviluppo dei polmoni del bambino. Il trattamento può richiedere trasfusioni di sangue o isterectomia di emergenza.